# Andrea Solari
Andrea Solari (také Solario; 1460 - 1524) byl italský renesanční malíř milánské školy. Označoval se také Andre del Gobbo a Andrea del Bartolo (druhé jméno ovšem sdílel s dalšími dvěma italskými malíři: malířem 14. století ze Sienny Andreou di Bartolo a florentský malířem 15. století Andreou di Bartolo).
Solariho obrazy lze vidět v Benátkách, Miláně, Louvru a na zámku Château de Gaillon v Normandii. Jedním z jeho známých obrazů je Panna Maria se zeleným polštářem (asi 1507) ve sbírkách Louvru.

## Galerie

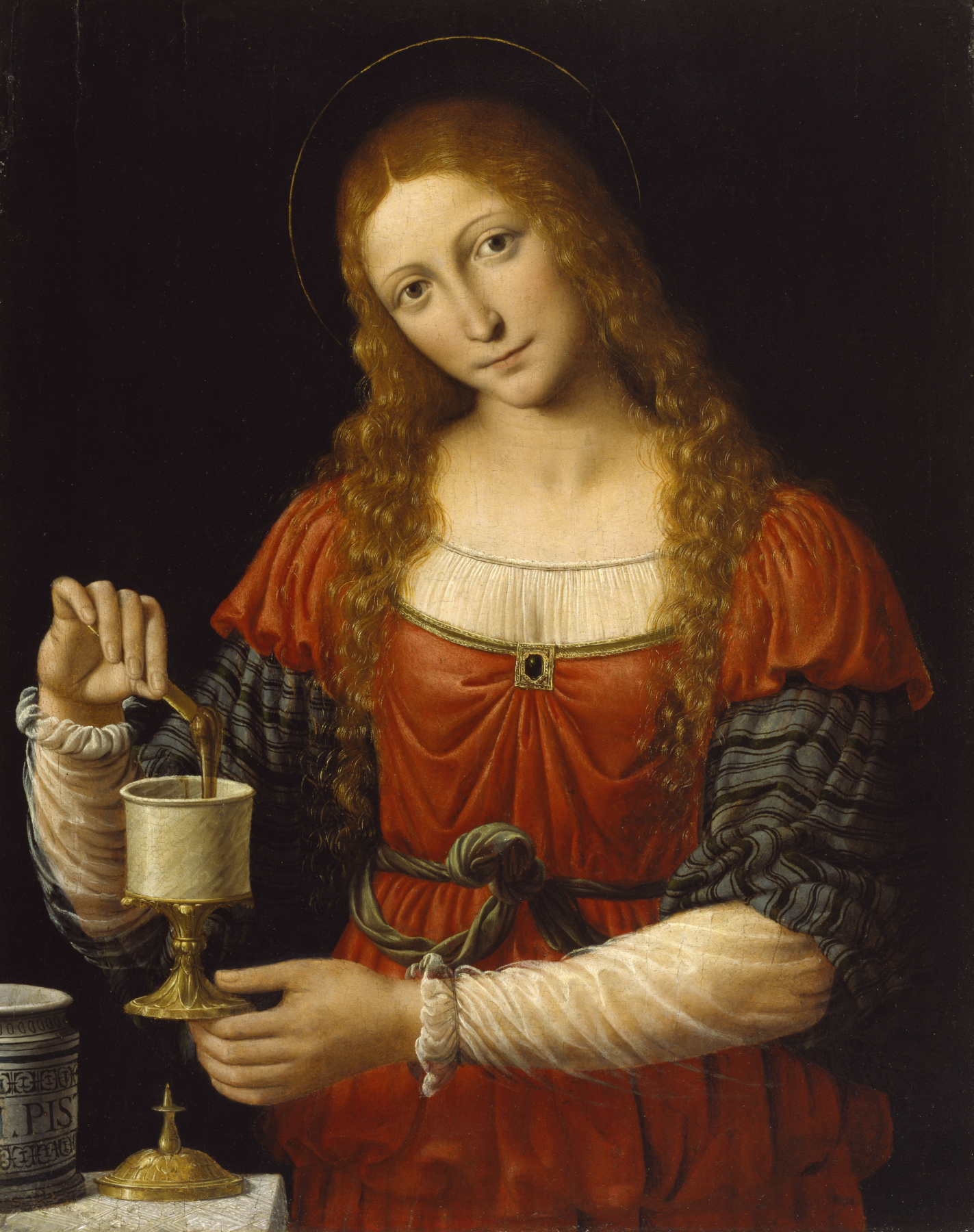
Marie Magdaléna, asi 1524, Baltimore, Walters Art Museum
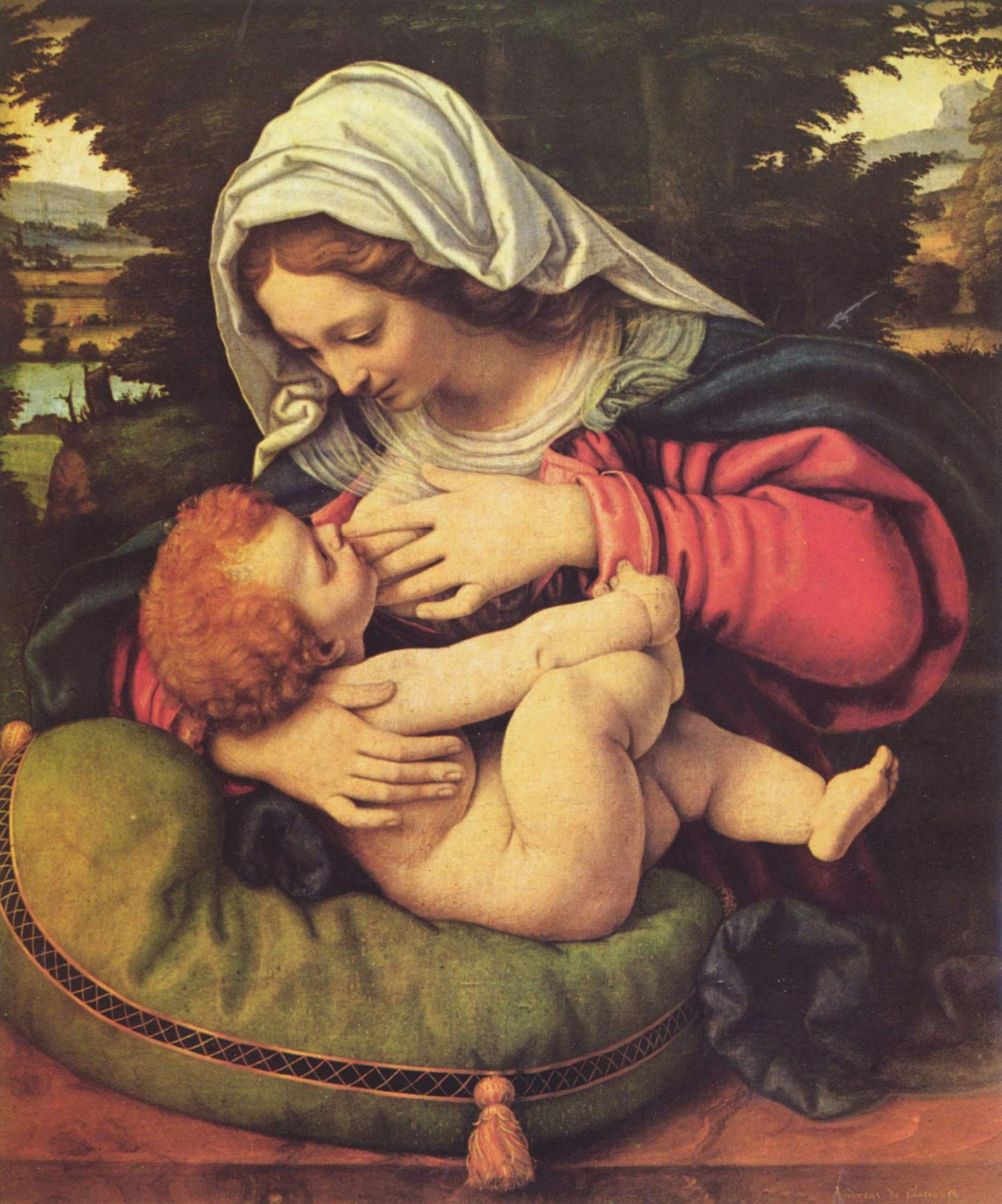
Panna Maria se zeleným polštářem, 1507-10, olej na dřevě (topol), výška 59,5 cm; š. 47,5 cm, Musée du Louvre
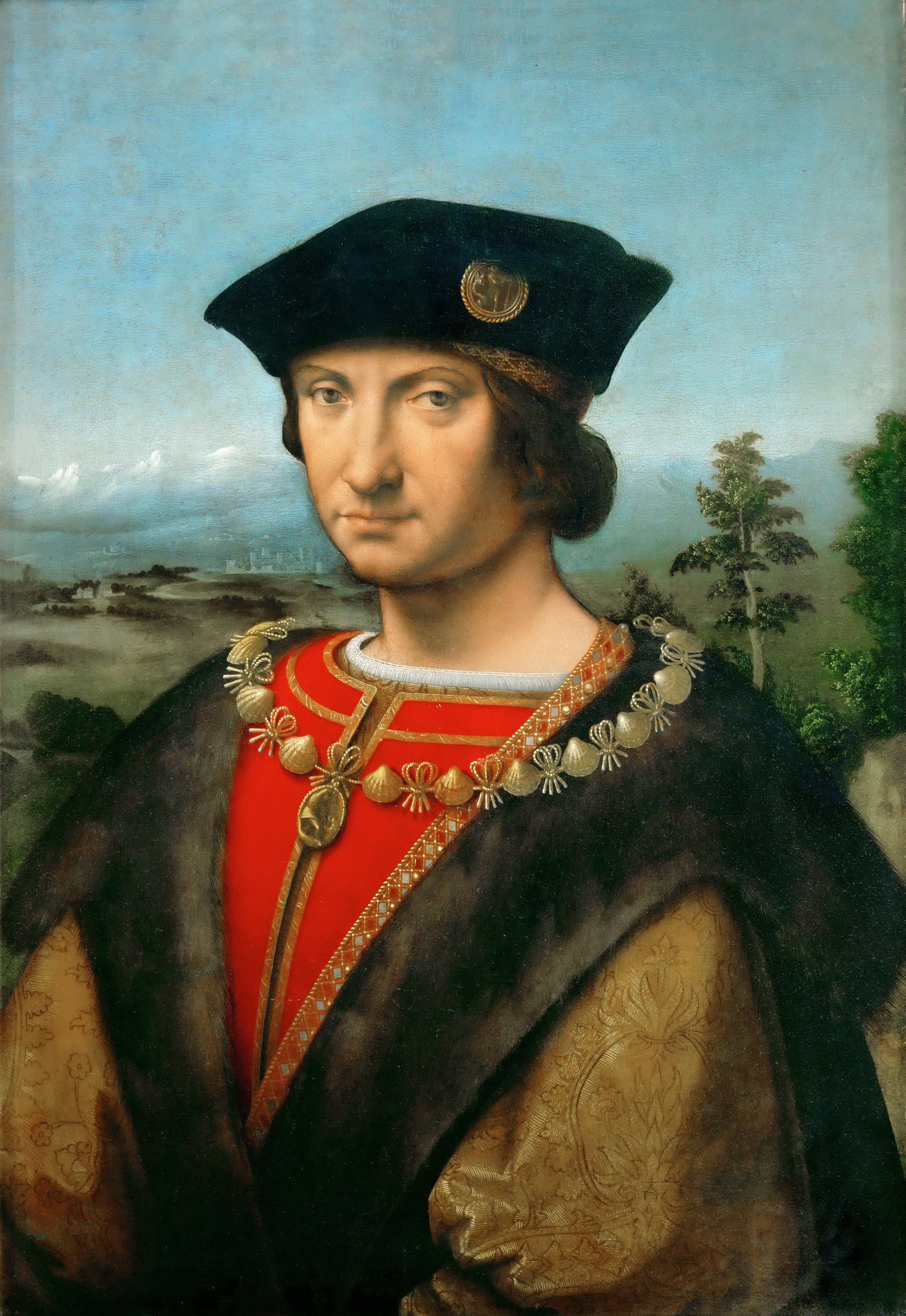
Charles d'Amboise, c. 1507 - olej na plátně; H. 75 cm, W. 52 cm, Louvre
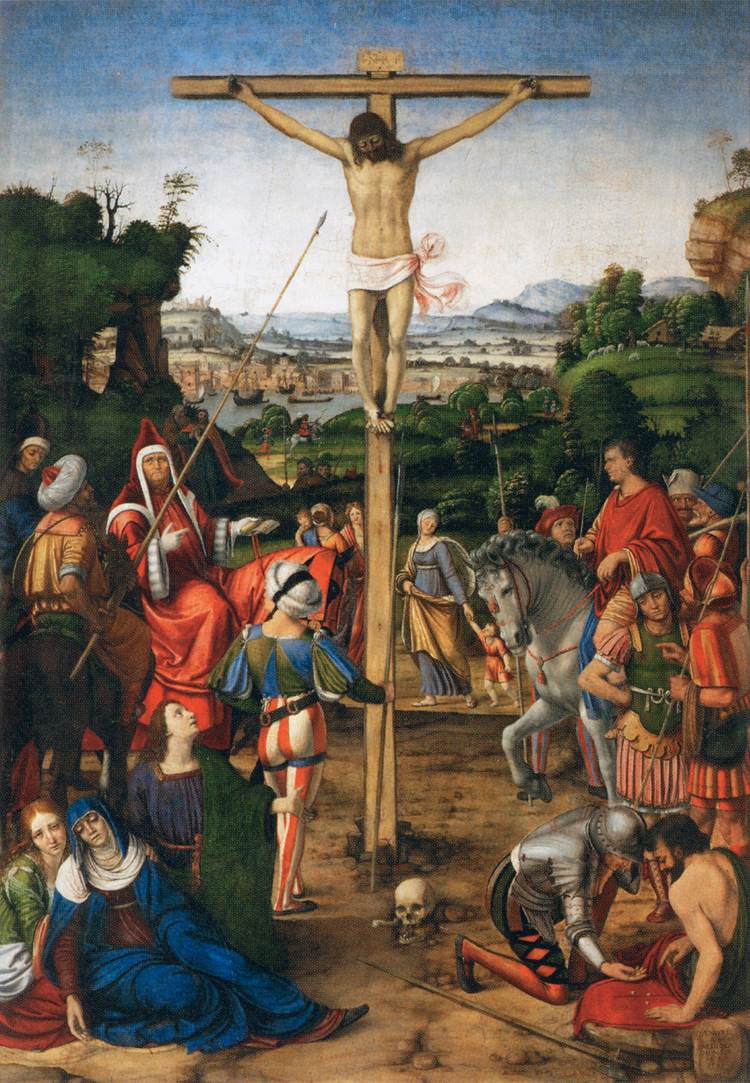
Kristus na kříži, 1503 - olej na dřevě; H. 111,5 cm, W. 77 cm, Louvre
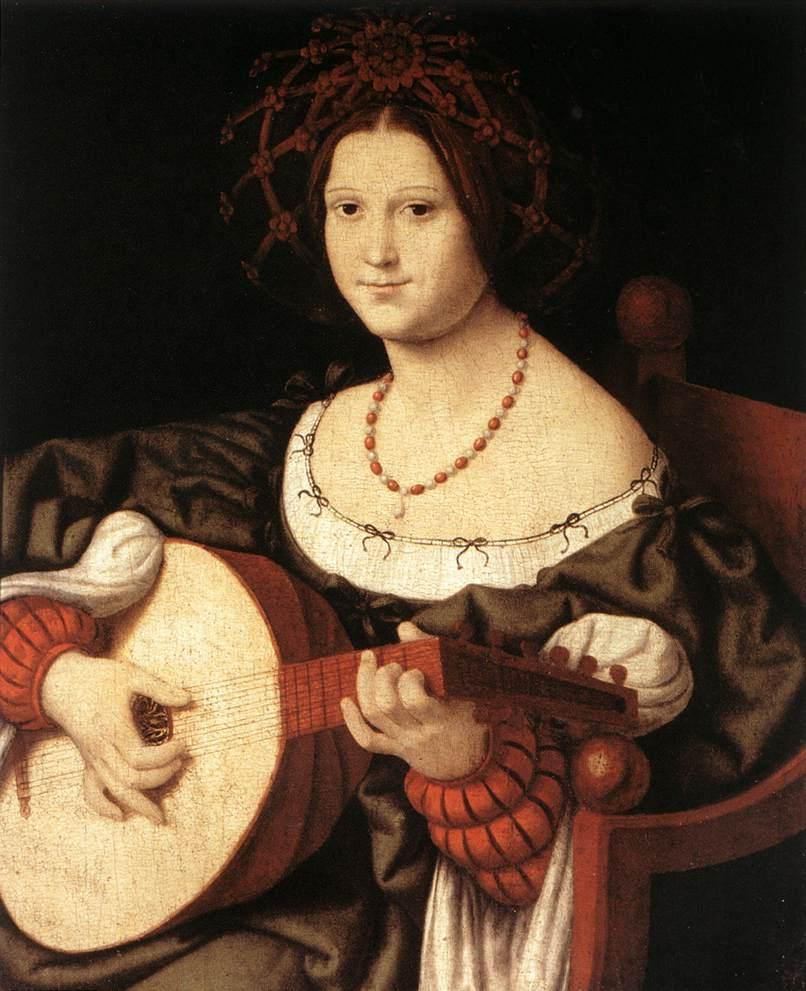
Žena hrající na loutnu, c. 1510 - olej na plátně; H. 62,6 cm, š. 49,5 cm, Národní galerie starého umění
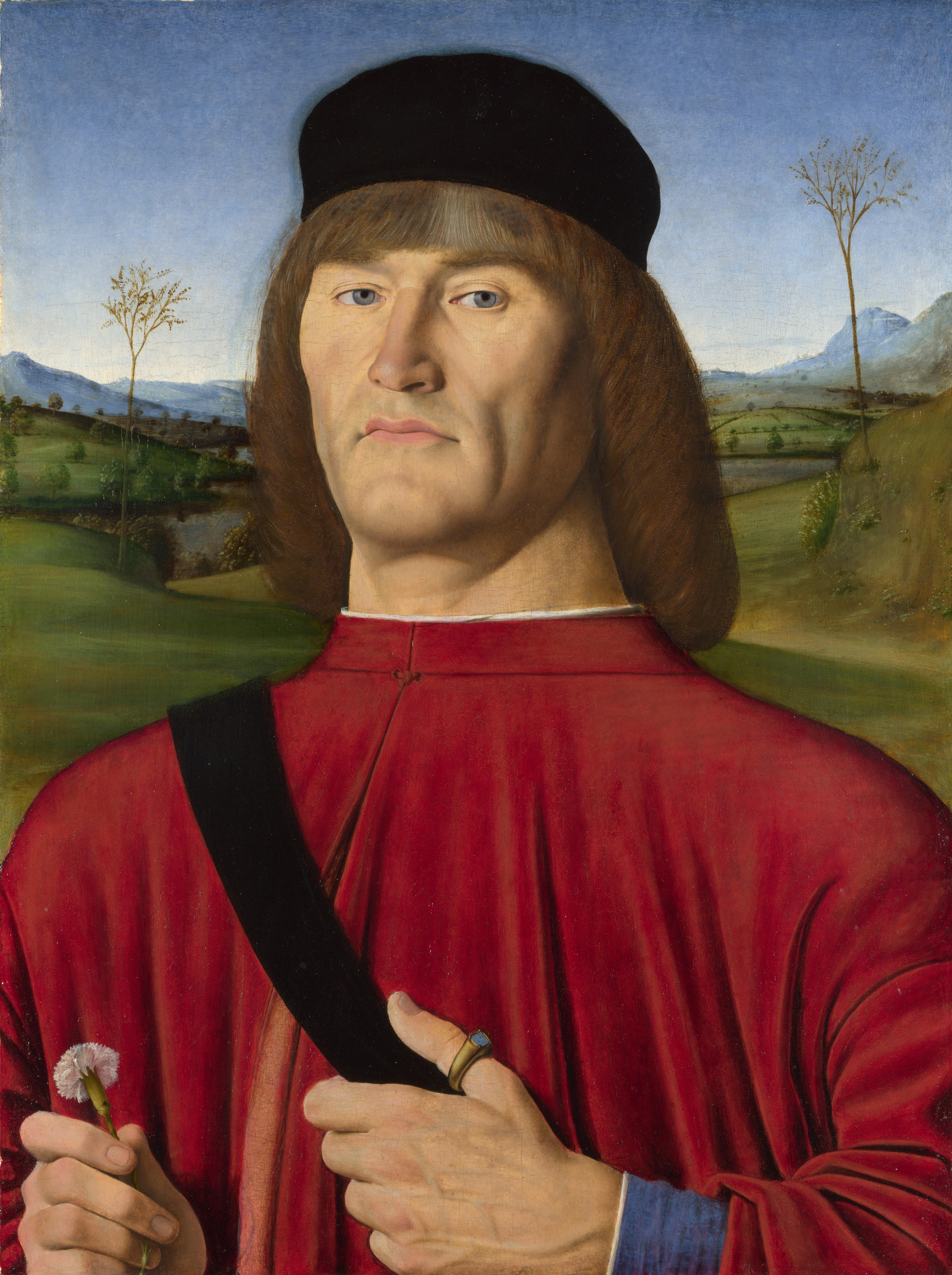
Muž s růžovým karafiátem, c. 1495 - Olejová a vaječná tempera na topolu; H. 50 cm, W. 39 cm, Národní galerie v Londýně
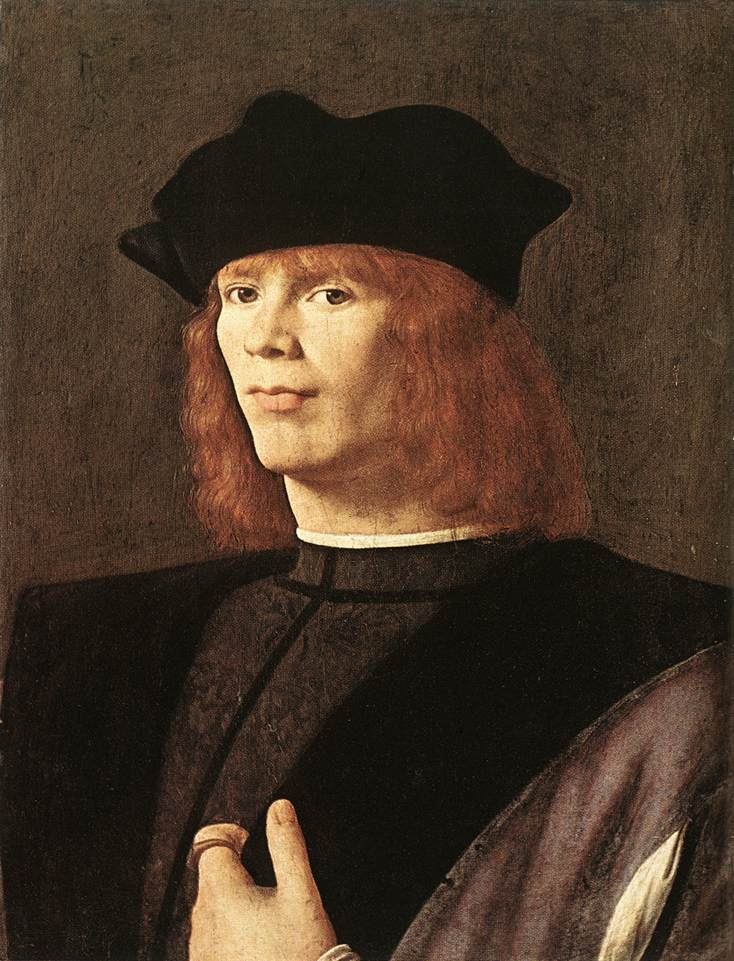
Portrét muže, c. 1500 - olej na panelu; H.42 cm, W. 32 cm, Galerie Brera
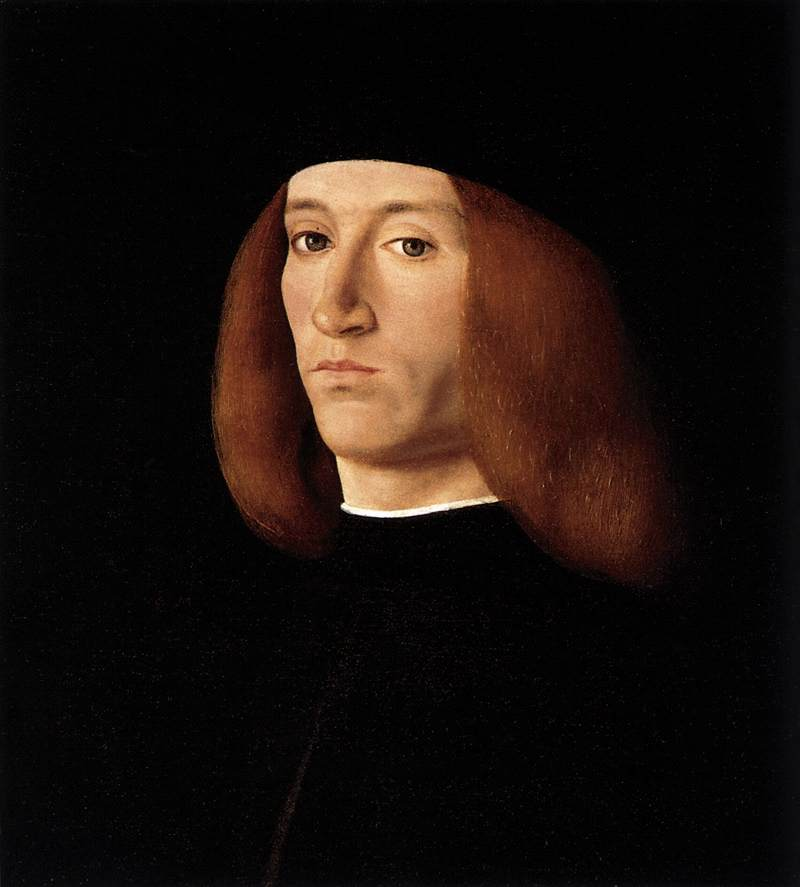
Portrét mladého muže, po roce 1490 - olej na panelu; H. 31 cm, W. 28 cm, Muzeum Thyssen-Bornemiszů
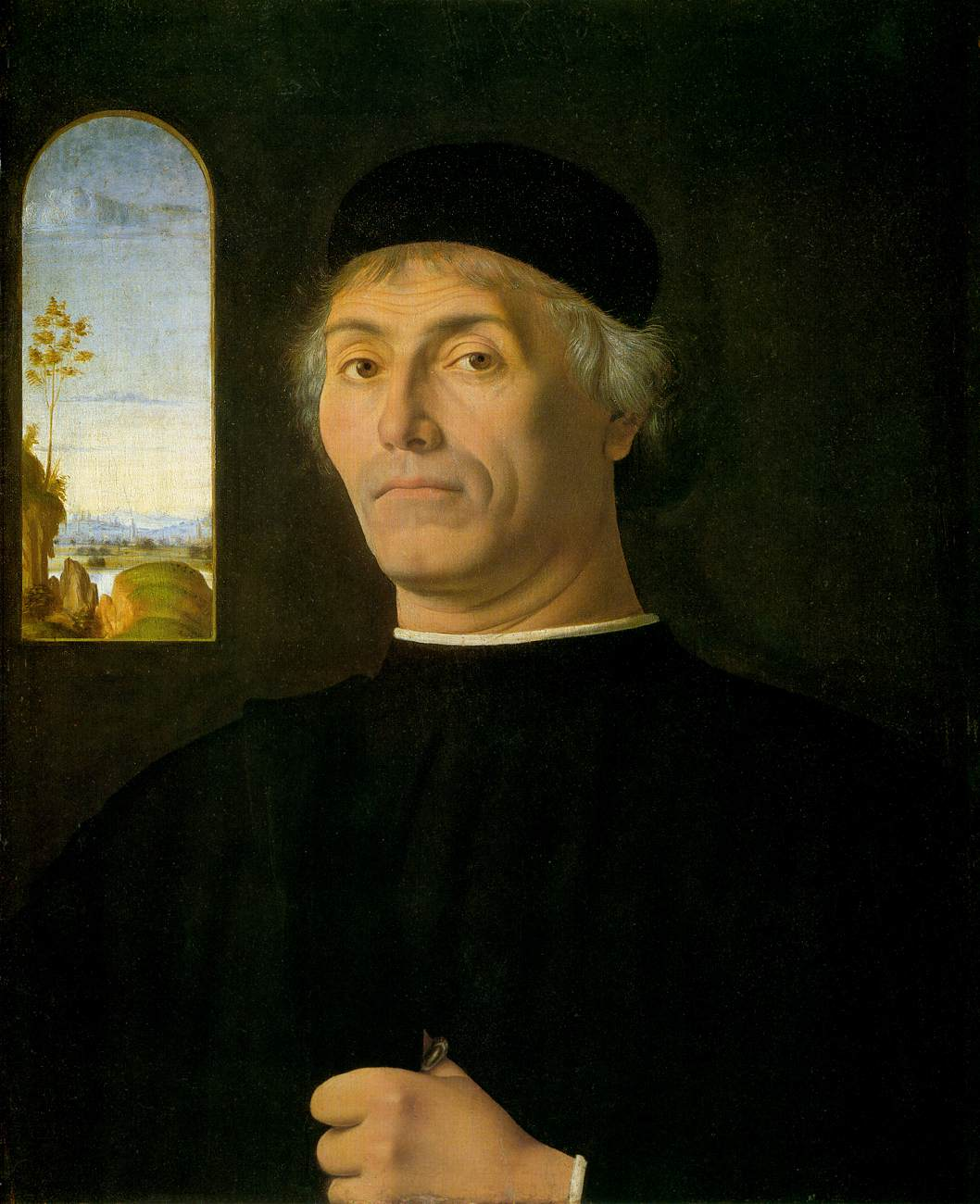
Portrét muže, c. 1497 - Olej na dřevě; H. 48 cm, W. 38 cm, Museum of Fine Arts, Boston
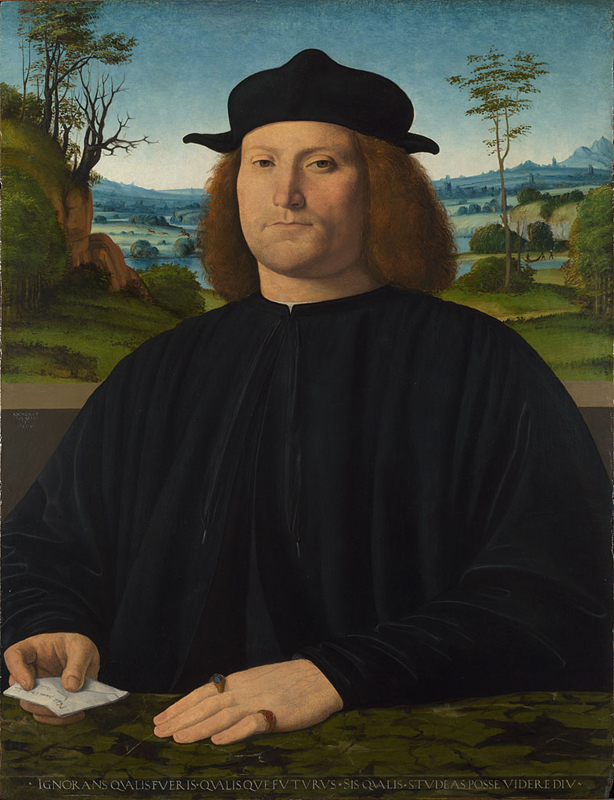
Portrét Giovanniho Cristofora Longoniho, 1505 - olej na desce; H. 79 cm, W. 60,5 cm, Národní galerie v Londýně
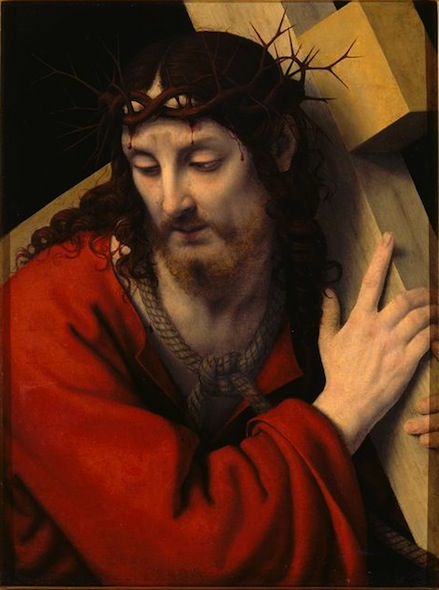
Kristus nesoucí kříž, 1513, olej na desce, 45,5 x 34 cm, Nantes, Musée d'Arts de Nantes
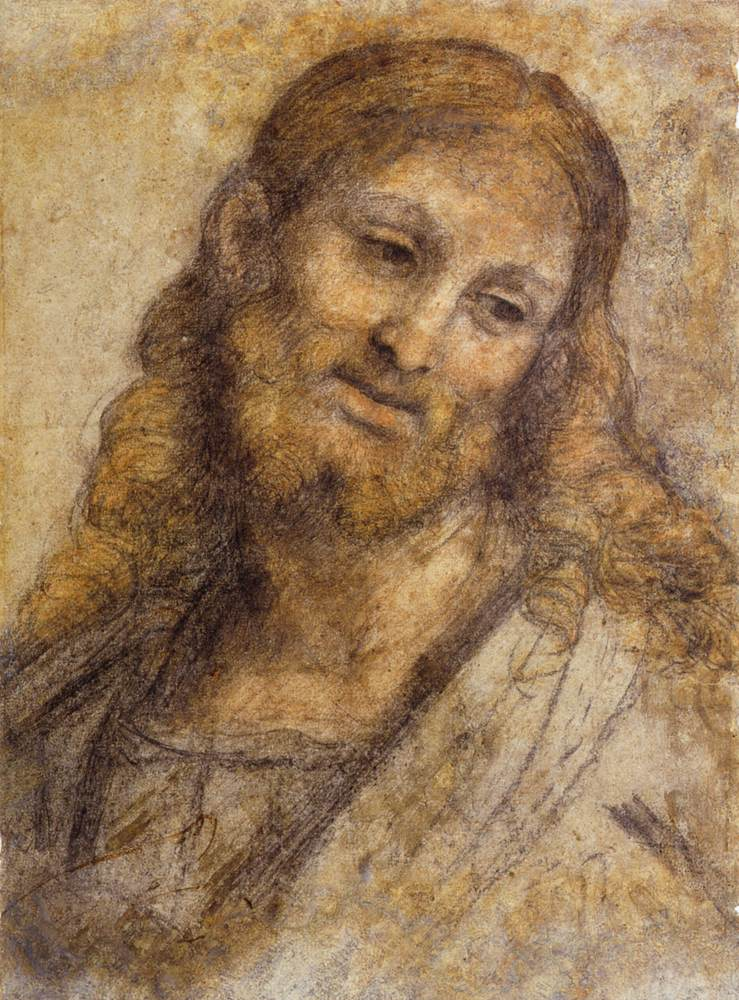
Portrét vousatého muže, 1500-1510 - černá, červená a žlutá křída na nahnědlém papíře; H. 374 mm, W. 273 mm, Metropolitní muzeum
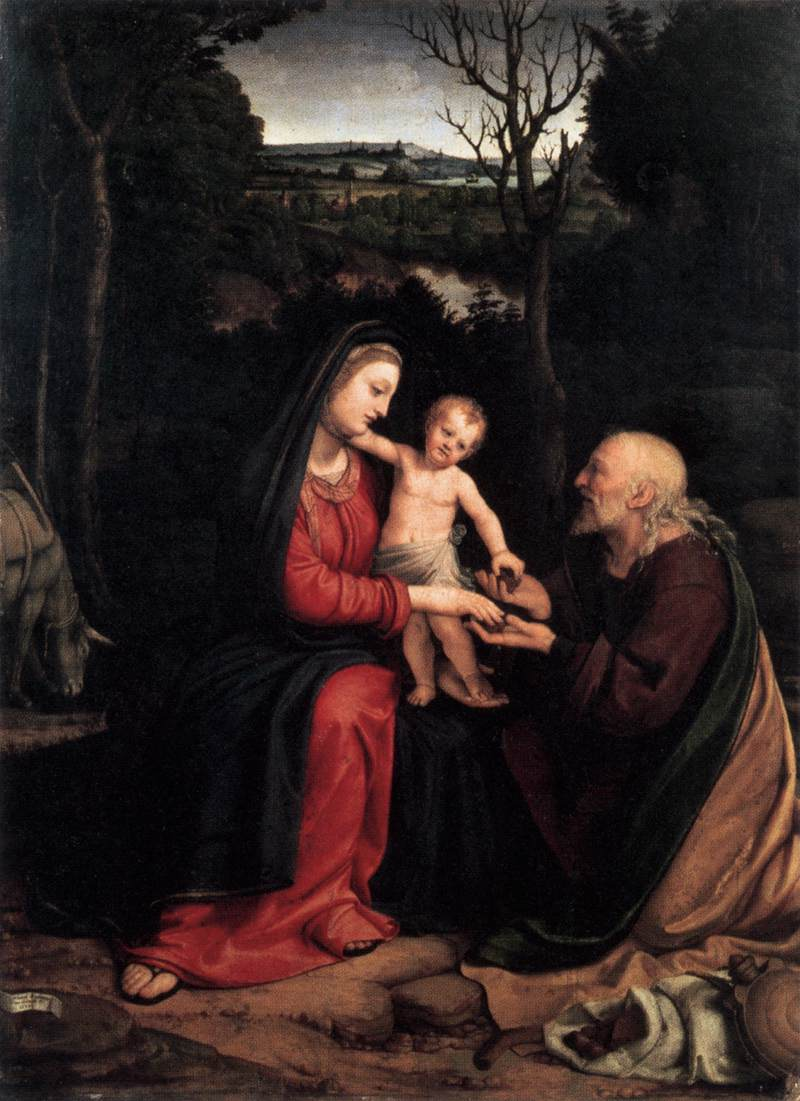
Odpočinek na útěku do Egypta, 1515 - olej na descel; H. 77 cm, W. 55 cm, Milán, Museo Poldi Pezzoli
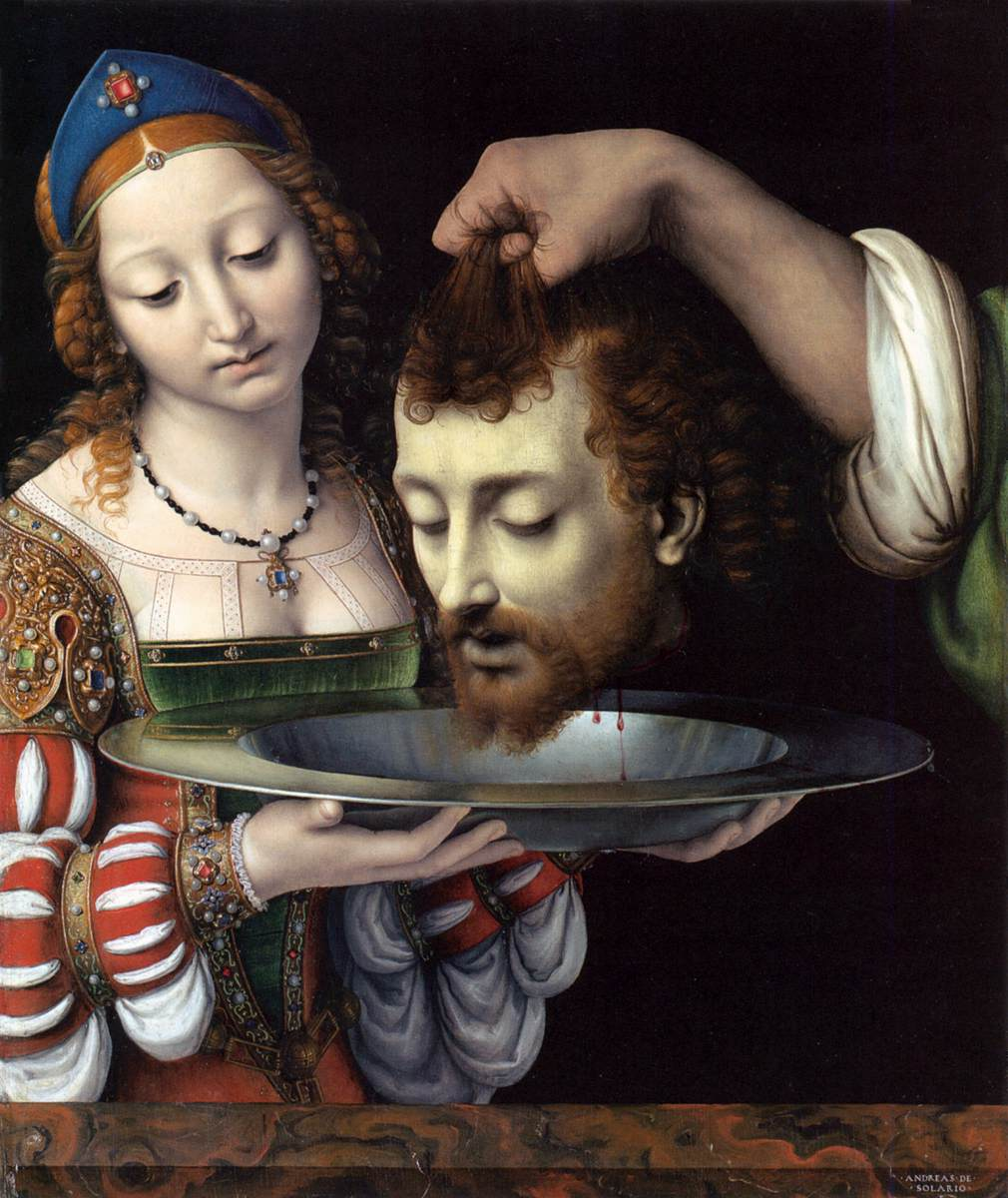
Salome s hlavou sv. Jana Křtitele, 1506-7 - olej na desce; H. 57 cm, W. 47 cm, Metropolitní muzeum umění